# Hippotis
Hippotis  es un género con trece especies de plantas con flores perteneciente a la familia de las rubiáceas.
Es nativo de los trópicos de Centroamérica y Sudamérica.

## Especies seleccionadas
- Hippotis albiflora H.Karst. (1859).
- Hippotis brevipes Spruce ex K.Schum. in C.F.P.von Martius & auct. suc.
- Hippotis comosa L.Andersson & Rova(2004).[3]